# Diocesi di Dafnuzio
La diocesi di Dafnuzio (in latino Dioecesis Daphnutiensis) è una sede soppressa del patriarcato di Costantinopoli e una sede titolare della Chiesa cattolica.

## Storia
Dafnuzio, nell'odierna Turchia, è un'antica sede episcopale della provincia romana della Frigia Salutare nella diocesi civile di Asia. Faceva parte del patriarcato di Costantinopoli ed era suffraganea dell'arcidiocesi di Sinnada.
La sede sembra essere abbastanza tardiva, perché è menzionata nelle Notitiae Episcopatuum del patriarcato solo a partire dagli inizi del X secolo e fino al XII secolo. Unico vescovo noto è Giorgio, che prese parte al concilio di Costantinopoli dell'879-880 che riabilitò il patriarca Fozio.
Dal 1933 Dafnuzio è annoverata tra le sedi vescovili titolari della Chiesa cattolica; la sede finora non è mai stata assegnata.

## Cronotassi dei vescovi greci
- Damiano † (menzionato nell'879)